# دارين باركر
دارين باركر (بالإنجليزية: Darren Barker) مواليد 19 مايو 1982 في لندن، إنجلترا، هو ملاكم محترف بريطاني يصنف ضمن فئة الوزن المتوسط. حقق بطولة الاتحاد الدولي للملاكمة. حقق الميدالية الذهبية في دورة ألعاب الكومنولث 2002.

## إحصائيات
خاض خلال مسيرته 28 نزالا، فاز في 26 وخسر في 2. فاز بالضربة القاضية في 16 نزالا.

## الميداليات
| الميدالية | المسابقة                  |
| --------- | ------------------------- |
| ذهبية     | دورة ألعاب الكومنولث 2002 |

## روابط خارجية
- دارين باركر على موقع بوكس ريك (الإنجليزية) (registration required)
- دارين باركر على موقع اتحاد ألعاب الكومنولث (مؤرشف) (الإنجليزية)